# 今治バイパス

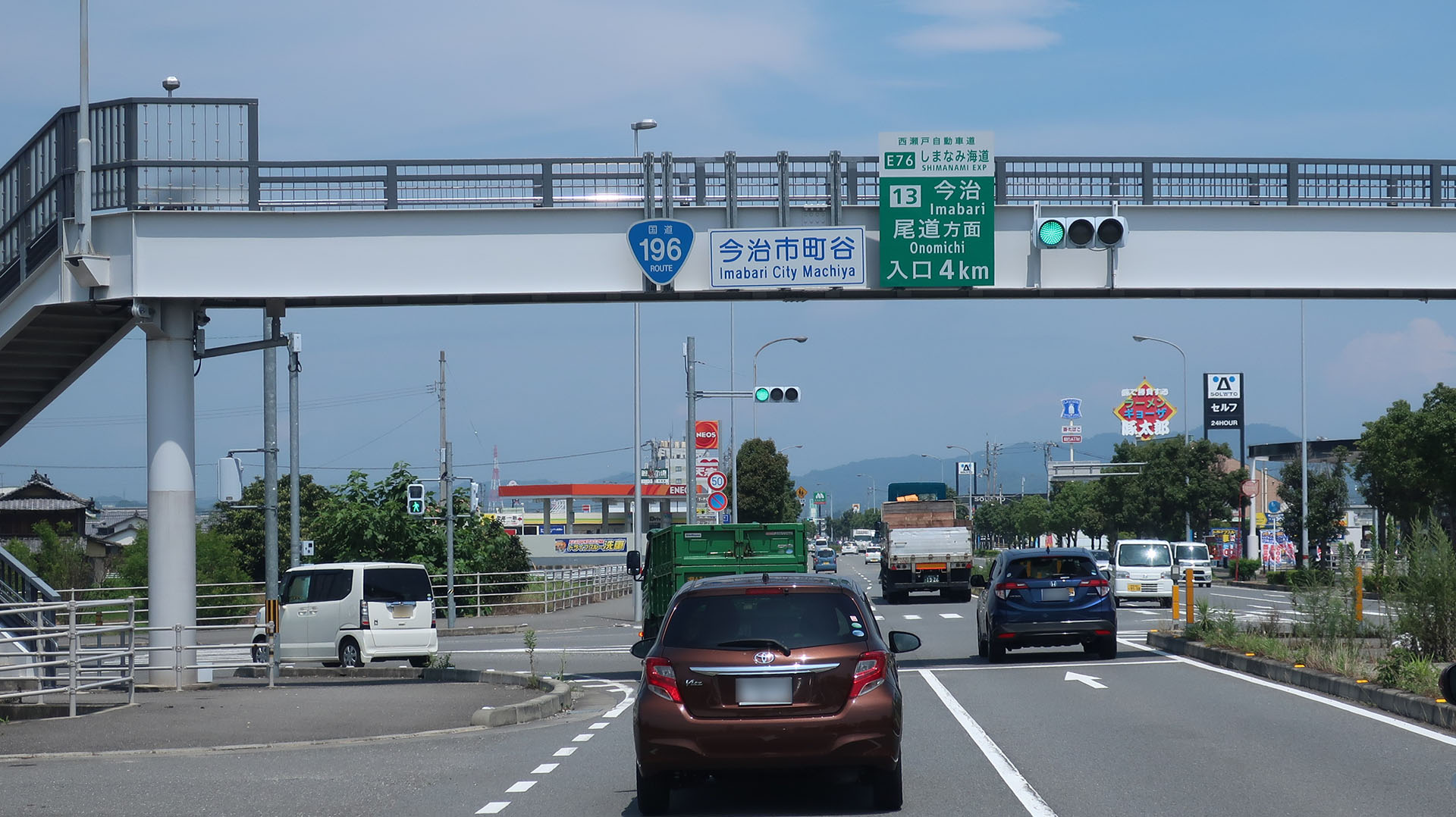
今治バイパス
愛媛県今治市町谷

今治バイパス（いまばりバイパス）は愛媛県今治市内を通る国道196号のバイパスである。

## 概要
国道196号は今治市の中心部を通り、東中予地域の産業・経済・生活を支える大動脈であるが、近年の交通量の増加で今治市内の旧国道の交通渋滞は慢性化し、歩道の整備も不十分で交通事故が多発し、主要幹線 道路としての機能を十分に発揮できない状態であった。 
今治バイパスは、これらの問題に対応し、地域の健全な発展を支援することを目的に計画・整備された。これにより、交通量の分散によって渋滞が緩和され、今治市街地の様々な場所へアクセスがスムーズになった他、自転車歩行者道の整備に伴い、自転車や歩行者の安全性が確保された。最近は今治バイパスに沿って新たな商業エリアが創出されている。 また、西瀬戸自動車道及び四国縦貫自動車道と連携して地域の活性化に寄与することにも期待がかかっている。  
長沢交差点から宅間交差点までの約12kmは新たなバイパス道路を建設し、残りの区間は現道を拡幅している。旧道区間の大部分（長沢交差点‐延喜交差点間）は愛媛県道38号今治波方港線に、残りの部分は今治市道に降格した。

### 路線データ
- 起点：愛媛県今治市長沢
- 終点：愛媛県今治市宅間
- 全長：14.0km
- 路幅：25.0～30.0m
- 車線：片側2車線（一部暫定片側1車線）

## 沿革
- 1985年11月：阿方交差点‐野間川橋間1.26kmが暫定片側1車線で開通
- 1987年2月：片山交差点‐阿方交差点間2.34kmが暫定片側1車線で開通
- 1989年11月：高市交差点‐片山交差点間4.06kmが暫定片側1車線で開通
- 1994年3月：野間川橋‐終点間0.75kmが暫定片側1車線で開通
- 1999年3月：長沢交差点‐高市交差点間4.16kmが暫定片側1車線で開通・全線開通

その後、現道拡幅区間を含め片側2車線への拡幅工事が随時行われ供用している。現在は長沢交差点‐今治市桜井の区間のみ暫定片側1車線となっており、同区間は片側2車線化の工事が行われている。

## 交差する主な道路
- 今治小松自動車道今治湯ノ浦インターチェンジ
- 愛媛県道38号今治波方港線（長沢交差点）
- 愛媛県道162号朝倉伊予桜井停車場線
- 国道317号（片山交差点）
- 今治小松自動車道・西瀬戸自動車道今治インターチェンジ
- 愛媛県道155号東予丹原線（神宮交差点）

## 沿線施設
- 道の駅今治湯ノ浦温泉
- 伊予桜井駅
- 今治市立桜井小学校・今治市立桜井中学校
- 今治東消防署
- 今治市制50年記念公園
- 今治明徳短期大学・今治明徳中学校・高等学校矢田分校
- BEMAC みらい工場

## 関連事項
- 国道196号
- 日本のバイパス道路一覧